# От местопрестъплението
„От местопрестъплението“ (на английски: CSI: Crime Scene Investigation, само CSI или CSI: Las Vegas) е американски сериал, носител на награди „Еми“, излъчван по CBS.
Сюжетът се върти около разследванията на група криминолози от Лас Вегас, които разкриват обстоятелствата зад загадъчни и необичайни убийства и извършени престъпления. „От местопрестъплението“ е продуцирано съвместно с канадската компания Alliance Atlantis. Има два вторични сериала – „От местопрестъплението: Маями“ и „От местопрестъплението: Ню Йорк“. На 13 март 2014 г. сериалът е подновен за петнайсети сезон. През 2015 г. е потвърдено, че той ще последен и сериалът ще приключи с двучасов филм, който ще се излъчи на 27 септември 2015 г., а в него ще се завърнат Уилям Питърсън и Марг Хелгенбъргър. Тед Дансън ще се присъедини към състава на сериала „От местопрестъплението: Кибер атаки“.
На 10 февруари 2020 г. е обявено, че в процес на разработка е продължение на сериала. През март 2021 г. става ясно, че ще има лимитирана поредица, озаглавена „От местопрестъплението: Вегас“, а Уилям Питърсън, Джорджа Фокс и Уолъс Лангам ще се завърнат в ролите си. Новият сериал започва излъчване на 6 октомври 2021 г. точно двайсет и една години след премиерата на оригиналния.

## Персонажи

### Главни персонажи
- Дибенкорн „Ди Би“ Ръсел (Тед Дансън) – началник на нощната смяна, който идва на мястото на Катрин Уилоус. Преди това работи като криминалист в щата Вашингтон. Женен е и има един син на име Чарли. Озвучава се от Николай Николов, в „От местопрестъплението: Ню Йорк“ от Ивайло Велчев, а в от „От местопрестъплението: Кибер атаки“ от Светозар Кокаланов.

- Ник Стоукс (Джордж Ийдс) – приятелски настроен бивш играч на бейзбол в колежански отбор, той е често критикуван за слабостта си да съчувства прекалено много на жертвите. Не много добър в служенето си с оръжия. Озвучава се от Борис Чернев от първия до осмия сезон, от Ивайло Велчев от деветия до дванайсетия, от Христо Узунов от тринайсетия до края на сериала и в дублажа на „Андарта Студио“ на втория и третия сезон, а в „От местопрестъплението: Ню Йорк“ отново от Велчев.

- Сара Сайдъл (Джорджа Фокс) – със специалност по физика, напуснала Сан Франциско и присъединила се към екипа след смъртта на Холи Грибс, член на нощната смяна. Напълно отдадена на работата си, тя е готова почти на всичко за да възтържествува справедливостта. Баща ѝ е бил алкохолик, който често е биел майка ѝ, която в крайна сметка го е убила; в резултат на това Сара е прекарала детството си в приемни семейства. Това е и причината тя да има трудности да разследва случаи на домашно насилие. Озвучава се от Христина Ибришимова.

- Грег Сандърс (Ерик Сманда) – най-новият член на екипа, Грег е бил ДНК анализатор през първите пет сезона на сериала. Известен с шантавото си поведение и енциклопедични знания в различни научни сфери, както и с навика да слуша Мерилин Менсън по време на работа под претекст, че му помага да се концентрира. Въпреки имиджа си на бунтар, Грег не оспорва твърдението, че е останал девствен до 22 години. Озвучава се от Силви Стоицов.

- Ал Робинс (Робърт Дейвид Хол) – съдебният патолог. Често единственият, който разбира Грисъм и обратно. Двамата са близки приятели. Женен с три деца, има два изкуствени крака, за които е намекнато, че е изгубил по време на инцидент на работа. Озвучава се от Борис Чернев от първия до осмия сезон, от Ивайло Велчев от деветия до дванайсетия и от Христо Узунов от тринайсетия.

- Дейвид Ходжис (Уолъс Лангам) – лабораторен техник, който е преместен от криминалната лаборатория в Лос Анджелис в тази в Лас Вегас. Персонажът на Ходжис изпълнява комичния елемент в сериала, но повечето от екипа го намират за неприятен и дразнещ. Първата поява на Ходжис е в 11-ия епизод от третия сезон. Озвучава се от Николай Николов, а от Силви Стоицов и Николов съответно в дублажите на „Арс Диджитал Студио“ и „Андарта Студио“ на 22-рия епизод от третия сезон.

- Джим Брас (Пол Гилфойл) – бивш шеф на нощната смяна, бива понижен след смъртта на Холи Грибс. Роден е в Ню Джърси. Остава на работа в екипа дори след проблемите с дъщеря си Ели във втория сезон. Често провежда разпитите със заподозрените, като саркастичното му чувство за хумор поддържа настроението в сериала. Озвучава се от Борис Чернев от първия до осмия сезон, от Ивайло Велчев от деветия до дванайсетия и от Христо Узунов от тринайсетия до края на сериала, както и в дублажа на „Андарта Студио“ на втория и третия сезон.

- Дейвид Филипс (Дейвид Бърман) – асистент на съдебния лекар Ал Робинс. Озвучава се от Борис Чернев в първия сезон, в седмия от Силви Стоицов, а от втория сезон до края на сериала от Николай Николов.

- Джули „Фин“ Финли (Елизабет Шу) – началник на нощната смяна, консултант на екипа. Озвучава се от Ани Василева, а в „От местопрестъплението: Ню Йорк“ от Анна Петрова.

### Бивши членове на екипа
- Гил Грисъм (Уилям Питърсън) – шефът на нощната смяна, със специалност по ентомология и биология, роден на 17 август 1956 г. Методичен и точен; за него е известно, че има усложнение, наречено отосклероза (наследено от майка му), което заплашва да отнеме слуха му и работата му в екипа. Озвучава се от Николай Николов, а в „Безследно изчезнали“ от Симеон Владов.

- Уорик Браун (Гари Дордън) – със специалност по химия, също така възстановяващ се от зависимост към хазарта. Не е ползвал професионална помощ за проблема си, неговият шеф Гил Грисъм му е помогнал да преодолее проблема си. Във финала на осмия сезон корумпираният заместник-шериф застрелва Уорик във врата и гърдите, докато е в своята кола и го оставя да умре от раните си. В началните моменти на деветия сезон, Уорик умира в ръцете на Гил Грисъм и също е разкрито, че има син. Озвучава се от Силви Стоицов.

- Рей Лангстън (Лорънс Фишбърн) – влиза в контакт с екипа на криминалистите при разследването на убийство и се присъединява към Криминалистичната лаборатория на Лас Вегас, като Криминалист първо ниво. Едно време е бил доктор, работещ в болница. Озвучава се от Николай Николов, както и в дублажа на „От местопрестъплението: Маями“, а от Ивайло Велчев и Николай Пърлев съответно в дублажите на „От местопрестъплението: Ню Йорк“ за TV7 и AXN.

- Катрин Уилоус (Марг Хелгенбъргър) – заместничка на Грисъм при отсъствие, самотна майка на дъщеря си Линдзи. Печелила пари за колежа чрез работата си като стриптизьорка. Озвучава се от Ани Василева.

## Музика
Песента, с която започва сериалът, се казва Who Are You на The Who. Вторичните на сериала също започват с песни на тази група (Won't Get Fooled Again и Baba O'Riley). В сериала „Двама мъже и половина“ е представена и пародия на „От местопрестъплението“, чиято мелодия е друга песен на The Who – Squeeze Box.

## „От местопрестъплението“ в България
В България сериалът е излъчен за първи път по Нова телевизия през септември 2002 г. и е озвучен на български. Третият сезон започва на 1 март 2005 г. с разписание от вторник до събота от 00:00. Седмият сезон започва на 30 април 2007 г., всеки понеделник и петък от 21:00 и приключва на 20 юли 2007 г. На 16 юли 2007 г. сериалът започва повторение от първия епизод, от понеделник до петък от 23:45 и завършва с края на петия сезон на 1 януари 2008 г. На 21 ноември 2007 г. започват и повторенията на седмия сезон, всеки делник от 21:00, а след половината на сезона – в четвъртък и петък. Повторението на последния епизод е на 7 януари 2008 г. Осмият сезон започва на 23 май 2008 г. с разписание всеки сряда и петък от 20:00, от четвъртата си седмица от вторник до петък, а от петата си от понеделник до петък. От 19 юни осмия сезон е временно спрян, като на 12 януари 2009 г. започнват повторенията на излъчените му вече епизоди с разписание всеки делник от 21:00, а премиерите на последните пет стартират веднага след тях на 28 януари и завършват на 3 февруари. На 10 август започва повторно излъчване от първия сезон, всеки делник от 20:00. От 17 август се излъчва от 22:00, на 7 септември от 23:00, а на 8 и 9 септември от 22:30. На 10 септември започва деветият сезон, всеки делник от 22:30 и завършва на 13 октомври. На 16 юли 2010 г. започва десетият сезон, всеки делник от 22:00 и завършва на 17 август. Местата на два от епизодите от десетия сезон са разменени, вместо да се излъчат един след друг, както в САЩ, в България редът им е обратен – това са The Lost Girls и Lover's Lanes. На 1 октомври започва единайсетият сезон, всеки петък от 21:00. След първите четири епизода има двуседмично прекъсване, като новите епизоди продължават на 12 ноември, а нова пауза започва от 3 декември. На 11 януари 2011 г. започва повторно деветият сезон с разписание от вторник до четвъртък от 21:00. На 12 май започва останала част епизоди от единайсетия сезон, всеки четвъртък от 21:00. От 1 юни разписанието е от понеделник до четвъртък, а един епизод е излъчен на 17 юни. Последният епизод от сезона е излъчен на 20 юни. На 2 януари 2012 г. започва повторно десетият сезон, всеки делник то 21:00 и приключва на 2 февруари. На 14 февруари същият сезон започва още веднъж с разписание от вторник до събота от 00:30 и завършва на 15 март. На 12 април започва повторно единайсетият сезон, всеки делник от 22:30 и приключва на 14 май. На 15 май започва дванайсетият сезон със същото разписание и завършва на 13 юни. На 11 декември дванайсетият сезон започва повторно, всеки вторник и четвъртък от 21:00. На 9 май 2013 г. започва тринайсетият сезон от 22:30 с разписание всеки делник от 23:00 и завършва на 7 юни. На 12 август 2014 г. започва четиринайсетият сезон, всеки делник от 21:00 и приключва на 12 септември. От първия до дванайсетия сезон дублажът е на „Арс Диджитал Студио“, чието име се споменава от деветия сезон. Ролите се озвучават от артистите Ани Василева, Христина Ибришимова, Борис Чернев от първия до осмия сезон, Силви Стоицов, Ивайло Велчев от деветия до дванайсетия, Христо Узунов от тринайсетия до петнайсетия и Николай Николов.
На 2 декември 2009 г. започва повторно излъчване от първия сезон по „Диема 2“, всеки ден от 20:00 с повторение от 23:00 или малко по-късно. След него започва вторият и завършва на 18 януари 2010 г. Третият сезон започва на 11 март, а след него започва четвъртият и завършва на 27 април. На 13 юни започва петият сезон и завършва на 7 юли. На 1 август започва наново първият сезон и приключва на 23 август. На 17 септември започва вторият сезон и завършва на 9 октомври. Третият сезон започва на 3 ноември и приключва на 25 ноември. Четвъртият сезон започва на 21 декември и завърва на 12 януари 2011 г. Петият сезон започва на 6 февруари и приключва на 2 март. На 24 март започва шестият сезон и завършва на 16 април. На 17 април започва седмият сезон и приключва на 10 май. На 11 май започва осмият сезон и завършва на 27 май. На 18 април 2012 г. започва деветият сезон и приключва на 11 май. На 5 декември започва десетият сезон и завършва на 27 декември. На 5 декември започва десетият сезон и завършва на 27 декември. На 31 октомври 2013 г. започва единайсетият сезон и приключва на 21 ноември. На 13 юли 2014 г. започва дванайсетият сезон и завършва на 3 август. На 8 октомври започва тринайсетият сезон и приключва на 29 октомври. На 30 октомври започва четиринайсетият сезон и завършва на 21 ноември. На 24 февруари 2016 г. започва премиерно петнайсетият сезон, всеки ден от 20:00. Сериалът приключва на 13 март с последните два епизода наведнъж, озаглавени Immortality. Те са повторени поотделно на 30 декември 2017 г. и 1 януари 2018 г.
На 3 септември 2016 г. започва повторно по Fox Crime, всяка събота и неделя от 23:05 с повторение от 15:45. От 1 октомври се излъчват от 22:00 по два епизода. Първият сезон завършва на 23 октомври и след него започва вторият. На 4 декември започва третият сезон. На 15 март 2018 г. започва четвъртият сезон, всеки делник от 19:10 по два епизода. На 15 ноември започва шестият сезон от вторник до събота от 00:00. На 13 март 2023 г. започва десетият сезон, всеки делник от 21:00, а веднага след него е излъчен и единайсетия сезон. На 4 март 2024 г. започва дванайсетият сезон, всеки делник от 20:05 и завършва на 2 април, а на 3 април започва тринайсетият сезон. Дублажът на втори и третия сезон е на „Андарта Студио“ и единствено покойният Борис Чернев е заместен от Христо Узунов. В 22-рия епизод от втория сезон специално участие заема Васил Бинев. Дублажът от десетия сезон е на студио „Доли“. Ролите се озвучават от Таня Димитрова, Симона Стоянова, Илиян Пенев, Цанко Тасев и Иля Пепеланов. Във втория, третия, четвъртия и шестия епизод от единайсетия сезон Иля Пепеланов е заместен от Емил Емилов.
В България съобщаването на номера на съответния епизод трае до 19-ия епизод на третия сезон. След него номерациите на епизоди 20, 21, 22 и 23 не се съобщават. От началото на четвъртия сезон тази практика отново се връща, а това трае до 10-ия епизод, от 11-ия съобщаването приключва, като в 19-ия епизод се връща отново до края на самия сезон. От петия сезон съобщаването приключва напълно.
На 2 декември 2024 г. започва излъчване на първия сезон по Би Ти Ви Синема с разписание всеки делник от 19:00 ч. по два епизода. Дублажът е на студио VMS. Ролите се озвучават от същите артисти като в дублажа на „Диема“ от тринайсетия сезон нататък. Излъчени са първите осем сезона.